# Олешко, Пётр Терентьевич
Пётр Терентьевич Олешко — советский хозяйственный, государственный и политический деятель, Герой Социалистического Труда.

## Биография
Родился в 1918 году в селе Григорьевка. Член КПСС.
С 1933 года — на хозяйственной, общественной и политической работе. В 1933—1990 гг. — рабочий совхоза «Магаджановский» Новороссийского района, участник Великой Отечественной и советско-японской войн, старший механик совхоза, первый секретарь Комсомольского райкома КП Казахстана.
Указом Президиума Верховного Совета СССР от 22 февраля 1982 года присвоено звание Героя Социалистического Труда с вручением ордена Ленина и золотой медали «Серп и Молот».
Делегат XXV съезда КПСС.
Умер в Актобе после 1991 года.